# Adolfo Ravà
Adolfo Ravà (Roma, 11 marzo 1879 – Roma, 8 marzo 1957) è stato un giurista e filosofo del diritto italiano.

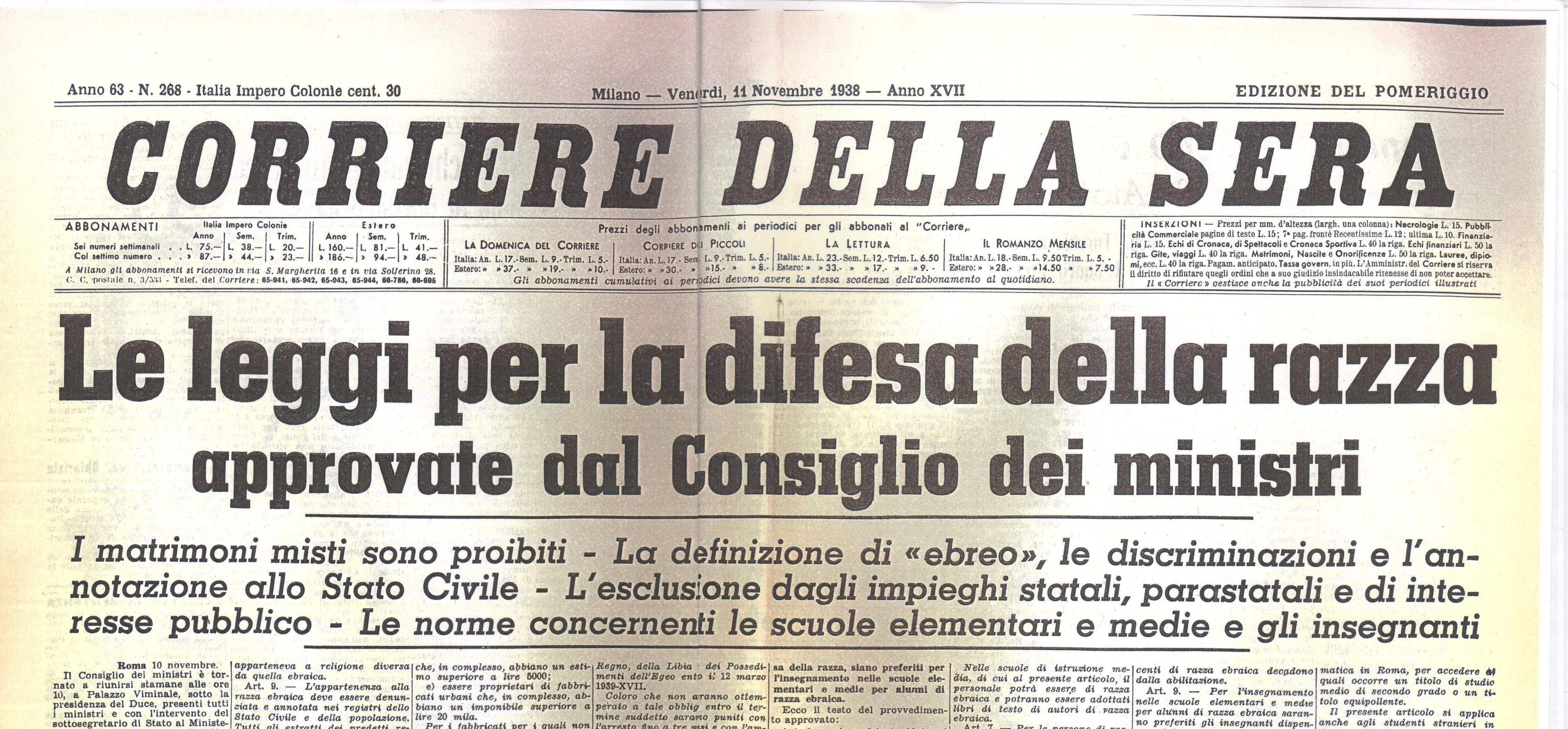
Corriere della Sera (1938)

Nato a Roma nel 1879, docente di materie giuridiche in varie università italiane, tra le quali Palermo, Padova (ove fu maestro anche di Alberto Trabucchi) e infine Roma ove insegnò diritto privato nella Facoltà di economia e commercio. Nel 1953 Ravà divenne socio dell'Accademia dei Lincei..
Approfondì, alla luce della filosofia di Kant e di Fichte, i rapporti tra diritto e morale, avendo come punto di riferimento la filosofia dei valori del neokantismo.
A causa delle leggi razziali fasciste, fu costretto nel 1938 ad abbandonare la cattedra di filosofia del diritto nell'ateneo padovano.
Morì nella città natale, a settantasette anni, nel 1957. Roma Capitale ha dedicato al suo nome una via cittadina nel quartiere Ardeatino, VIII Municipio.

## Opere
- I diritti sulla propria persona nella scienza e nella filosofia del diritto, Torino, F.lli Bocca, 1901.
- La classificazione delle scienze e le discipline sociali, Roma, E. Loescher & C., 1904.
- Il valore della storia di fronte alle scienze naturali e per la concezione del mondo, Roma, E. Loescher, 1909.
- Il diritto come norma tecnica, Cagliari, Dessì, 1911.
- Lo Stato come organismo etico, Roma, Athenaeum, 1914.
- Lezioni di filosofia del diritto, Padova, CEDAM, 1927-1930. Comprende

1. Nozioni introduttive e storiche, 1927
2. Il fondamento del diritto, 1928
3. Il concetto del diritto, 1929
4. L'evoluzione del diritto, 1930

- Il matrimonio secondo il nuovo ordinamento italiano, Padova, CEDAM, 1929.
- Lezioni di diritto civile sul matrimonio raccolte a cura di alcuni uditori, Padova, CEDAM, 1930.
- Il problema della guerra e della pace. Lezioni di storia delle dottrine politiche e scienza politica generale, Padova, Cedam, 1932.
- La filosofia europea nel secolo decimonono, Padova, Cedam, 1932.
- Compendio di storia delle dottrine politiche con una introduzione sulla scienza politica generale, Padova, CEDAM, 1933.
- Breve storia della filosofia del diritto, Padova, CEDAM, 1949.
- Diritto e stato nella morale idealistica, Padova, CEDAM, 1950.
- Scritti minori di filosofia del diritto, a cura di Widar Cesarini Sforza, Milano, A. Giuffrè, 1958.
- Studi su Spinoza e Fichte, a cura di Enrico Opocher, Milano, A. Giuffrè, 1958.

### Curatele, prefazioni e traduzioni
- Marie Mellien, Sulla storia del movimento femminile in Germania, traduzione dal tedesco di Adolfo Ravà, Milano, Stab. Tip. Di Antonio Vallardi Edit., 1901.
- Hugo Grotius, Hugonis Grotii de jure belli ac pacis, a cura di Adolfo Ravà, Patavii, in aedibus A. Draghi, 1931.
- Carlo Amigoni, La separazione della dote, prefazione di Adolfo Ravà, Padova, CEDAM, 1932.
- Adolfo Levi, Sceptica, a cura di Adolfo Ravà, Firenze, La nuova Italia, 1959.